# Raphael Thattil
Raphael Thattil (Thrissur, 21 april 1956) is een Indiaas geestelijke en de grootaartsbisschop van de Syro-Malabar-Katholieke Kerk.
Thattil werd op 21 december 1980 priester gewijd. Op 18 januari 2010 werd hij benoemd tot hulpbisschop van Thrissur en tot titulair bisschop van Buruni. Zijn bisschopswijding vond plaats op 10 april 2010. Op 10 oktober 2017 werd hij benoemd tot bisschop van Shamshabad (Telangana).
Thattil werd op 9 januari 2024 door de synode van de Syro-Malabar-Katholieke Kerk gekozen als grootaartsbisschop van Ernakulam-Angamaly, het belangrijkste aartsbisdom van de Syro-Malabar-Katholieke Kerk. Hij was de opvolger van George Alencherry (die op 7 december 2023 met emeritaat was gegaan). Zijn benoeming werd een dag later bevestigd door paus Franciscus.